# Saint Paul University (Ottawa)

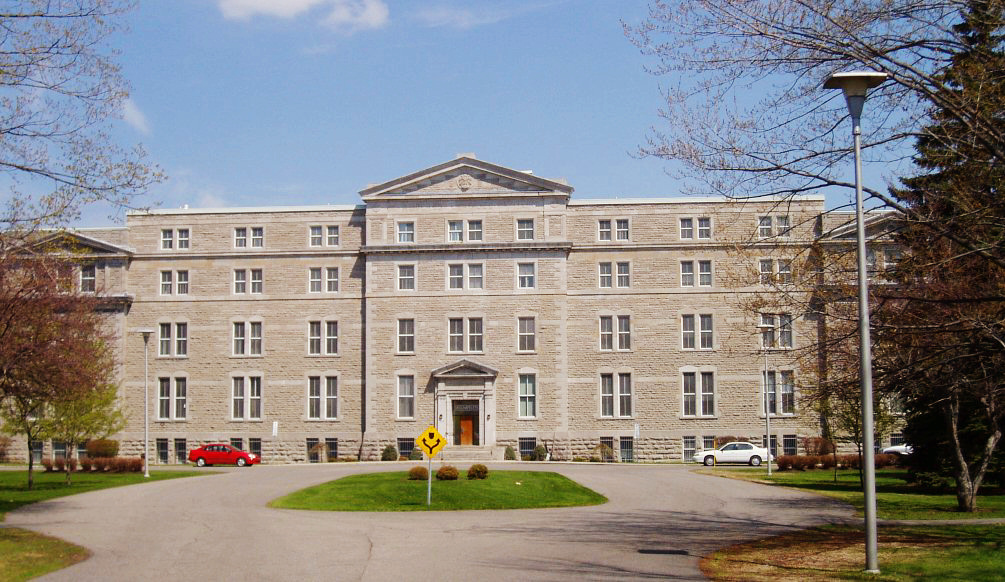
Deschatelets Residence, Saint Paul University

Saint Paul University (Frans: Université Saint-Paul), voor 1965 de University of Ottawa, is een rooms-katholieke universiteit in Ottawa, Canada.
De universiteit is volledig tweetalig, met een curriculum in het Engels en in het Frans.

## Geschiedenis
Op 26 september 1848 werd het "College of Bytown" opgericht door bisschop Joseph Eugène Guigues, OMI. Hij vertrouwde in 1856 het beheer van het college toe aan de Oblaten van de Onbevlekte Maagd Maria. In 1861 werd het college hernoemd naar het "College of Ottawa. In augustus 1866 verkreeg het de status van universiteit na beslissing van de regering van de toenmalige Provincie Canada. Middels een brief van paus Leo XIII, gedateerd 5 februari 1889 verkreeg de instelling het pauselijk zegel van de Heilige Stoel.
De apostolische constitutie Deus scientiarum Dominus van 1929 van paus Pius XI herzag de werking van de instelling, een nieuw pauselijk charter werd door Rome goedgekeurd op 15 november 1934. Het burgerlijk charter van de instelling dat eveneens werd herschreven werd goedgekeurd door de provinciebestuur van Ontario op 18 april 1933. De universiteit kwam voortaan naar buiten als "University of Ottawa". Na de Tweede Wereldoorlog kende de instelling een grote groei en in 1965 had de universiteit 9 faculteiten en 4 scholen. Dat jaar werd op 1 juli wetgeving van kracht die maakte dat de oorspronkelijke universiteit voortaan als "Saint Paul University" verderging, met behoud van pauselijke en burgerlijk charter, en dat het provinciebestuur een nieuwe instelling opstartte, de University of Ottawa waaraan Saint Paul University de meerderheid van zijn activa en staf overdroeg. De twee instellingen zijn sindsdien een gefedereerd geheel met nauwe samenwerking, onderlinge taakverdeling en wederzijdse vertegenwoordiging.

## Faculteiten en scholen
De universiteit bestaat sinds 1965 uit vier academische faculteiten.
- Faculteit voor theologie
- Faculteit voor kerkelijk recht
- Faculteit voor humane wetenschappen
- Faculteit voor filosofie

## Alumni
Tot de gekende alumni behoren kardinaal Francis Eugene George en zuster en anti-doodstraf-activiste Helen Prejean.